# A szeretet gyógyít
A XX. század első évtizedeiben, Nápolyban élt orvos, Giuseppe Moscati legendája a mai napig fennmaradt. Nemcsak kiváló diagnoszta és nagy tudós volt, hanem emberségből is ragyogó példát mutatott kortársainak. II. János Pál pápa 1987. október 25-én 100 ezer ember előtt avatta szentté a Szent Péter téren. Életéről film is készült A szeretet gyógyít (rendező: Giacomo Campiotti) címmel.

## Történet
|  | Alább a cselekmény részletei következnek! |

A film párhuzamosan mutatja be a középpolgári családból származó Giuseppe és kollégája, egyben legjobb barátja, Giorgio Piromallo életét. Utóbbi apja dúsgazdag, híres orvos, így Giorgio útja előre ki van kövezve, annak ellenére, hogy kevésbé tehetséges. A két ifjú alapvetően eltérő jellem. Giuseppe számára legfontosabb a gyógyítás, a betegekkel való odaadó törődés, ezért még szerelmét, a szépséges Elena Caiafa hercegnőt is elhanyagolja. Giorgio könnyen veszi az életet, nem teng benne túl a hivatástudat, ideje nagy részét egy mulatóban tölti, a gyönyörű táncosnővel és énekesnővel, Cloéval, akit élete szerelmének nevez.  Ám, amikor apja válaszút elé állítja, vagy a táncosnő, a kicsapongó életmód folytatása, vagy egy tökéletesen felszerelt orvosi magánrendelő, s emellett egyetemi katedra is, Giorgio szakít Cloéval, elhagyja őt, nem törődve azzal, hogy a lány gyermeket vár tőle.
Giuseppe számára a betegek fájdalma nem csupán fizikai fájdalom, hanem mint egy testvér, egy felebarát segélykiáltása, melyen az orvosnak enyhítenie alapvető kötelessége, minden szeretetével. Tanítványait így inti: „Tudnotok kell, hogy akár egy gesztussal is enyhíthetitek a beteg fájdalmát, vagy egy helyes tanáccsal, néhány helyes szóval, öleléssel, nem csak a rideg orvosi receptekkel. Érezzétek az isteni energiát, ami átmegy rajtatok. Meghallhatjátok a szív dobbanásait, a lélegzés ritmusát. Ha megtaláljuk ezt az erőt, felerősödhetnek az ösztöneink, segítenek a diagnosztizálásban.”
Giuseppenak sokféle ellenállást kell legyőznie. Az idősebb orvosok – élén Delilo professzorral – értetlenül figyelik, hogy a kötelező vizsgálatokon túl szeretettel közeledik a betegekhez, hosszasan elbeszélget velük. A bizalmát teljes mértékben Krisztusba vető, mélyen hívő, de a hamis illúziókat elvető Helga nővér (Giuseppe segítője) nem titkolja, hogy Moscati doktornak rengeteg ellensége lesz: „magának csak kritika, irigység fog jutni, és nagyon kevés elismerés. Azt mindig az kapja majd, aki feleannyit sem ér, mint maga.” A szegények orvosának szájából a szeretet szó nem sokszorosan lejáratott, üresen kongó fogalom, hanem a mindennapokban folyamatosan megélt gyakorlat. Giuseppe  nem csupán az anyagi értékeiről mond le. Szerelme, Elena lázad a társadalmi szerződések ellen, de nyugalmas életre vágyódik, egy szép családi otthont szeretne, sok gyerekkel. Giuseppe hitvallását „Azzal vagyok, akinek szüksége van rám. Orvos vagyok… Az én életem nemcsak az enyém, hanem a betegeké, meg a szegényeké.” Elena képtelen elfogadni, ezért Giorgio felesége lesz. Giuseppe nem neheztel rájuk, továbbra is barátok maradnak, s amikor meghal a mestere, Monteforte professzor, Moscati nem fogadja el a neki felajánlott egyetemi katedrát – noha az őt oly sokra tartó mestere az utódjának tekintette –, hanem Giorgiót ajánlja maga helyett, ő pedig a kórházban marad, a legszegényebbek és legbetegebbek között.
Giorgio sokáig abban a tévhitben él, hogy Giuseppe folyamatosan emlékeztetni akarja őt arra, hogy mennyivel gyarlóbb életet él, mint ő. Giorgio képtelen szembenézni vétkeivel, bűneivel – főleg, amit Cloe és a közös gyerekük ellen elkövetett, a lány utolsó kívánságát sem teljesítette, a halálos ágyánál sem látogatta meg –, s gyengesége miatt Giuseppére haragszik. Ő azonban krisztusi szeretettel és türelemmel várt arra, bízva Isten kegyelmében, hogy Giorgio egyszer még elmegy hozzá. Nem sokkal a halála előtt, elhozva a békés feloldást kettőjük viszonyában, s a lelki megtisztulást Giorgio számára.
|  | Itt a vége a cselekmény részletezésének! |

## Idézetek a filmből
„Az Úr megadott nekünk mindent, de életünk végén el kell tudnunk számolni az adományaival.”

„Dicsőség, győzelem, gazdagság, tudomány, mind porba hull, az élet minden gyönyörűsége elmúlik, csak az örök szeretet marad meg, minden jónak a forrása, a szeretet, mely túlél minket. Mert a szeretet Isten…”